# Edgar Aguilera
Edgar Aguilera (Asunción, 28 luglio 1975) è un ex calciatore paraguaiano, di ruolo mediano.

## Carriera

### Club
Ad inizio carriera ha legato le proprie prestazioni alla maglia del Cerro Corá.

### Nazionale
Ha fatto parte della squadra paraguayana che ha partecipato alla fase finale del campionato del mondo di calcio del 1998.